# Тіло (біологія)
Тіло (лат. Corpus) — фізична оболонка живої істоти, яку часто протиставляють її нематеріальним атрибутам, таким, як душа або (само-) свідомість. Клітинний матеріал, як правило, не розглядають як тіло.
Наука, що вивчає будову біологічних тіл, називається анатомія, а що вивчає його функціонування, наприклад, обмін речовин, — фізіологія.
Мертве тіло називають трупом або просто «тілом».